# Bystrzyk peruwiański
Bystrzyk peruwiański (Hyphessobrycon peruvianus) – gatunek słodkowodnej ryby kąsaczokształtnej z rodziny kąsaczowatych (Characidae). Hodowana w akwariach.

## Występowanie
Ameryka Południowa, w dorzeczu górnej Amazonki.

## Opis
Osiągają długość przeciętnie około 2,8 cm, maksymalnie 4 cm.
| Zalecane warunki w akwarium | Zalecane warunki w akwarium |
| --------------------------- | --------------------------- |
| Temperatura wody            | 24–26°C                     |
| Twardość wody               | do 5–10°n                   |
| Skala pH                    | 6–7                         |